# Glasstab

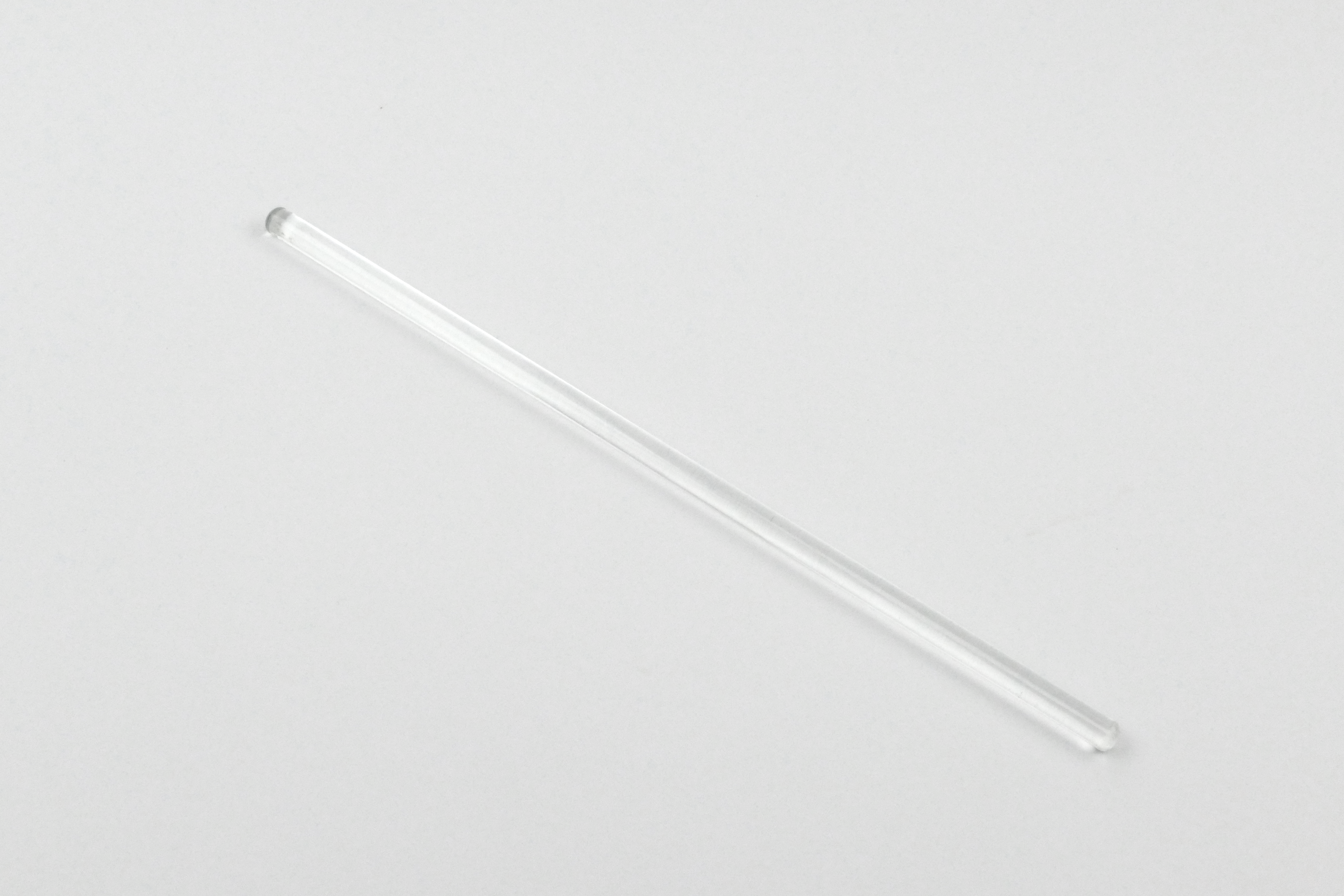
Siedestab aus Borosilikatglas, ca. 15 cm lang, etwa 5 mm Durchmesser

Ein Glasstab ist ein fundamentales Laborgerät, das im Chemielabor zum händischen Umrühren von Flüssigkeiten insbesondere in offenen Glasgefäßen dient. So kann gemischt, das Auflösen von Pulver oder die gleichmäßige Erwärmung gefördert werden. Schon ein einfacher Glasstab, der am Grund eines Becherglases aufsteht, fördert das Bilden von Siedebläschen, hilft also gegen Siedeverzug. Ein Siedestab, der dank angeschmolzenem Rohrstück eine Luftblase in Bodennähe des Bechers taucht optimiert diese Funktion.
Klassisch ist die Verwendung gemeinsam mit einem Uhrglas, das mit der konkaven Seite nach oben als Spritz- und Staubschutz auf den Becher aufgelegt wird. Der Stab wird dabei so diagonal in den Becher gestellt, dass die Kerbe des Ausgießers den Stab hält. Außgießen gelingt zielsicher und verlustfrei, wenn der Stab horizontal quer über den Becher und dabei auch in die Ausgießekerbe gelegt und mit dem Zeigefinger festgehalten wird, während Daumen und die restlichen Finger den Becher umfassen.
Ein Glasstab kann zum Übertragen eines kleinen Flüssigkeitstropfens, etwa auf pH-Indikatorpapier, dienen.
Ein an den Enden rundgeschmolzener Glasstab ist leicht zu reinigen. Dank Transparenz ist die Sauberkeit mit einem Blick von der Seite gut zu kontrollieren.
Nur von stark alkalischen Lösungen und Flusssäure wird Glas deutlich angegriffen. Je dicker ein Glasstab ist, desto empfindlicher reagiert er auf Temperaturunterschied oder -wechsel.
Glasstäbe gibt es in unterschiedlichen Längen und Dicken. Zum einen bezieht man Glasstäbe als Meterware und konfektioniert sich seine gewünschten Längen mit einem Glasschneider ab. Die scharfkantigen Bruchstellen, die beim Abschneiden entstehen, sind bisweilen die Ursache von Schnittverletzungen an den Händen. Daher rundet man die Ränder durch Abschmelzen. Dazu wird das Ende des Glasstabes schräg gegen die Flamme gehalten und drehend so lange erhitzt, bis die Bruchstellen eben anfangen weich zu werden.
Zum anderen gibt es spezielle Fertigteile, die beispielsweise einen eingeschmolzenen Hohlraum besitzen, der in der Flüssigkeit gegen Siedeverzug schützen soll (Siedestab).
Als Peterson-Jones- oder auch nur Peterson-Haken bezeichnet man einen speziell geformten Labor-Glasstab. Die Grundform besteht am einen Ende aus einer dünnen, hakenförmig gebogenen Spitze und am anderen Ende aus einem flachgedrückten so genannten Elefantenfuß.
Peterson-Jones-Haken gibt es in diversen Längen und Größen. Vorzugsweise werden sie als Kratz- und Schabwerkzeuge in chemischen Laboren genutzt.